# Biennale d'Istanbul
 (mai 2011).
Si vous disposez d'ouvrages ou d'articles de référence ou si vous connaissez des sites web de qualité traitant du thème abordé ici, merci de compléter l'article en donnant les références utiles à sa vérifiabilité et en les liant à la section « Notes et références ».
 (mai 2021).
La  Biennale internationale d'Istanbul est une exposition d'art contemporain, qui a lieu tous les deux ans depuis 1987. La biennale est organisée par IKSV, la Fondation pour la culture et les arts d'Istanbul.

## Précédentes éditions

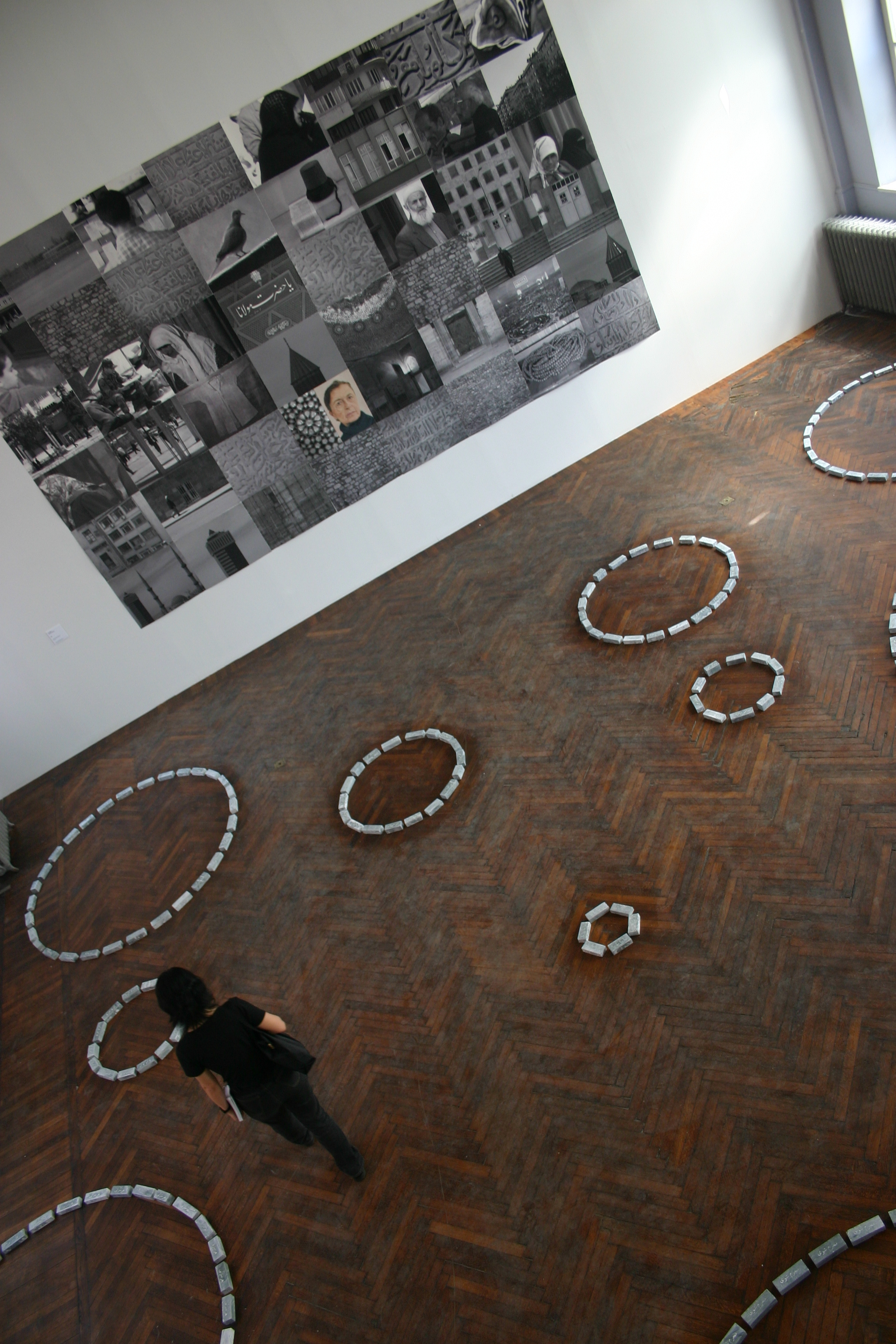
Biennale d'Istanbul 2005 : Installation.

- 1987 : Contemporary Art in Traditional Spaces (coordinateur général : Beral Madra)
- 1989 : Contemporary Art in Traditional Spaces (coordinateur général : Beral Madra)
- 1992 : Production of Cultural Difference (directeur : Vasif Kortun)
- 1995 : Orient-ation — The Image of Art in a Paradoxical World (curateur : René Block)
- 1997 : On Life, Beauty, Translations and Other Difficulties (curateur : Rosa Martinez)
- 1999 : The Passion and the Wave (curateur : Paolo Colombo)
- 2001 : Egofugal — Fugue from Ego for the Next Emergence (curateur : Yuko Hasegawa)
- 2003 : Poetic Justice  (curateur : Dan Cameron)
- 2005 : İstanbul (curateurs : Charles Esche et Vasif Kortun)
- 2007 : Not Only Possible, But Also Necessary: Optimism in the Age of Global War (curateur : Hou Hanru)
- 2009 : What Keeps Mankind Alive? (curateurs : What, How and Whom)
- 2011 : Untitled (12th Istanbul Bienal) (curateurs : Jens Hoffmann et Adriano Pedrosa)
- 2013 : Mom, am I barbarian? (curateur : Fulya Erdemci)
- 2015 : SALTWATER: A Theory of Thought Forms (curateur : Carolyn Christov-Bakargiev)
- 2017 : A Good Neighbour (curateurs : Elmgreen & Dragset)
- 2019 : The Seventh Continent (curateur : Nicolas Bourriaud)
- 2022 (2021 repoussée) : Untitled (curateurs : Ute Meta Bauer, Amar Kanwar et David Teh)[1]

## Listes des artistes ayant participé

### 9eBiennale
- Hüseyin Bahri Alptekin
- Pawel Althamer
- Halil Altındere
- Yochai Avrahami
- Yael Bartana
- Otto Berchem
- Johanna Billing
- Michael Blum
- Daniel Bozhkov
- Pavel Büchler
- Phil Collins
- Smadar Dreyfus
- Lukas Duwenhögger
- Maria Eichhorn
- Gardar Eide Einarsson
- Hala Elkoussy
- Jon Mikel Euba
- Cerith Wyn Evans
- Jakup Ferri
- Flying City
- Luca Frei
- Erik Göngrich
- Gruppo A12
- Daniel Guzman
- Hatice Güleryüz
- IRWIN
- Chris Johanson
- Y.Z. Kami
- Karl-Heinz Klopf
- Servet Koçyigit
- Yaron Leshem
- David Maljkovic
- Oda Projesi
- Paulina Olowska
- Silke Otto-Knapp
- Ahmet Ögüt
- Serkan Özkaya
- Sener Özmen
- Dan Perjovschi
- Ola Pehrson
- Khalil Rabah
- Mario Rizzi
- RUANGRUPA
- Solmaz Shahbazi
- Wael Shawky
- Ahlam Shibli
- Sean Snyder
- edko Solakov
- Superflex / Jens Haaning
- Pilvi Takala
- Tintin Wulia
- Alexander Ugay / Roman Maskalev
- Axel John Wieder / Jesko Fezer

### 12eBiennale
Source : Site officiel de la 12e édition
- Zarouhie Abdalian
- Bisan Abu-Eisheh
- Eylem Aladoğan
- Jonathas de Andrade
- Nazgol Ansarinia
- Edgardo Aragón
- Ardmore Ceramic Art Studio
- Marwa Arsanios
- Yıldız Moran Arun
- Nicolás Bacal
- Taysir Batniji
- Letizia Battaglia
- Milena Bonilla
- Mark Bradford
- Geta Bratescu
- Teresa Burga
- Adriana Bustos
- Elizabeth Catlett
- Claire Fontaine
- Abraham Cruzvillegas
- Nazım Hikmet Richard Dikbaş
- Adrian Esparza
- Simon Evans
- Geoffrey Farmer
- Dani Gal
- Simryn Gill
- Group Material
- Özlem Günyol & Mustafa Kunt
- Newell Harry
- Zarina Hashmi
- William E. Jones
- Tamás Kaszás & Anikó Loránt
- Tim Lee
- Leonilson
- Renata Lucas
- Dóra Maurer
- Tina Modotti
- Füsun Onur
- Catherine Opie
- Ahmet Öğüt
- Vesna Pavlovic
- Rosângela Rennó
- Meriç Algün Ringborg
- Martha Rosler
- Wael Shawky
- Gabriel Sierra
- Nasrin Tabatabai and Babak Afrassiabi (PAGES)
- Francisco Tropa
- Mona Vatamanu & Florin Tudor
- Hank Willis Thomas
- Camilo Yáñez
- Alessandro Balteo Yazbeck & Media Farzin
- Ala Younis
- Akram Zaatari

### 13eBiennale
- Drew Tal